# ホセ・ラトゥール
ホセ・ラトゥール（José Latour、1940年 - ）は、キューバの小説家、推理作家。男性。キューバの首都ハバナ生まれ。2004年9月よりカナダ在住。
10代の頃から熱心なミステリファンで、アメリカの作家の作品を多く読んだ。財務省でアナリストを務めるかたわら、ミステリの執筆を開始。1990年に専業作家となった。1999年の7冊目の長編小説『追放者』（Outcast）は初めて英語で書いた作品で、アメリカ探偵作家クラブ（MWA）のエドガー賞最優秀ペーパーバック賞とアンソニー賞（en）最優秀ペーパーバック賞にノミネートされた。スペイン語で書く方が楽だというが、その後も英語で執筆を続けている。
1998年から数年、国際推理作家協会の副会長（ラテンアメリカ）を務めた。

## 日本語訳作品
- 追放者 （訳：酒井武志、2001年2月、早川書房 ハヤカワ・ミステリ文庫、ISBN 9784151722011）（Outcast (1999)） 原著は英語
- ハバナ・ミッドナイト （訳：山本さやか、2003年3月、早川書房 ハヤカワ・ミステリ文庫、ISBN 9784151722028） (The Fool) 原著は英語